# Tofisopam
Tofisopam (venduto sotto i nomi commerciali di Emandaxin, Grandaxin, Sériel) è un farmaco ansiolitico appartenente alla classe delle benzodiazepine a breve emivita, a cui è legato chimicamente ma non farmacodinamicamente. A differenza delle altre benzodiazepine non presenta proprietà sedative, ipnotiche, anticonvulsive, anestetiche, amnestiche e miorilassanti. Possiede anzi una lieve attività psicostimolante. Inoltre non genera tolleranza, non presenta potenziale d'abuso ed effetti collaterali da sospensione. 
È indicato per il trattamento dei fenomeni di ansia, come disturbo da attacchi di panico e ansia generalizzata con somatizzazioni ma non per il trattamento delle crisi acute (per via della sua latenza di azione); è inoltre approvato per la disintossicazione da alcol. Studi in corso mostrano efficacia nel trattamento dei sintomi negativi della schizofrenia e nella sindrome dell'intestino irritabile.
Non è commercializzato in Italia per ragioni commerciali, tuttavia è possibile importarlo dall'estero (infatti è approvato in alcuni paesi europei).

## Utilizzo
Viene utilizzato come ansiolitico nel trattamento dei disturbi d'ansia, in particolare quelli associati a disturbi somatoformi e nella disintossicazione da alcol. L'utilizzo contro i sintomi della schizofrenia e dell'intestino irritabile sono applicazioni off-label ancora oggetto di studio. Uno studio riporta risultati positivi nel trattamento degli acufeni.
Come ansiolitico viene utilizzato in dosaggi compresi tra 50–300 mg al giorno divisi fino a tre somministrazioni giornaliere (a causa della breve emivita del farmaco). Il picco plasmatico viene raggiunto in due ore. L'effetto terapeutico non è immediato ma si instaura nel corso dei primi giorni di trattamento per cui non è utile nel trattamento al bisogno degli episodi acuti ma nella gestione a lungo termine, anche grazie al fatto che non genera fenomeni di tolleranza.
Il trattamento prolungato con SSRI è stato dimostrato causare una attivazione degli enzimi PDE4 e ciò si crede contribuisca alla diminuzione dell'efficacia di questi farmaci che si verifica con tempo. La combinazione di un farmaco inibitore delle PDE4 come Tofisopam è stata perciò proposta come trattamento aggiuntivo a un SSRI sia per evitare la diminuzione dell'efficacia antidepressiva sia per un effetto terapeutico sinergico.

## Caratteristiche chimiche
Il Tofisopam è una 2,3-benzodiazepina, a differenza delle altre molecole appartenenti a questa classe farmacologica che sono tipicamente delle 1,4 o 1,5 benzodiazepine. Ciò rende conto delle sue uniche proprietà farmacologiche.
La molecola è presente in due forme enantiomeriche (ha un centro chirale). Entrambe sono psicoattive ma l'isomero D è in studio per il trattamento della sindrome dell'intestino irritabile.

## Meccanismo d'azione
Il meccanismo d'azione del Tofisopam non è stato ancora ben delucidato. A differenza delle altre benzodiazepine non si lega ai recettori del GABA ma mostra affinità per alcune isoforme degli enzimi fosfodiesterasi, in particolare la PDE2, PDE4, PDE10 (espressa estensivamente nello striato) dove agisce da inibitore. L'inibizione di questi enzimi altera il livello di fosforilazione dei secondi messaggeri (come l'adenosin monofosfato ciclico cAMP e guanosina monofosfato ciclico cGMP) che attivando diverse chinasi portano in definitiva a un aumento del livello di fosforilazione (e quindi alterazione dell'attività) di alcune proteine.
L'attività di inibizione delle PDE2 si ritiene sia responsabile degli effetti ansiolitici e di stimolazione cognitiva. Il blocco dell'attività delle PDE4 ha dimostrato comportare un'azione antidepressiva e antipsicotica in alcuni modelli sperimentali. L'inibizione delle PDE10 altera invece indirettamente l'attività del sistema dopaminergico, diminuendo la risposta del recettore D2 e facilitando quella del recettore D1 nelle vie prefrontali. Ciò rende conto della sua attività ansiolitica e nei confronti dei sintomi della schizofrenia.
Tofisopam è stato dimostrato essere un inibitore dell'enzima epatico CYP3A4, ciò potrebbe comportare interazioni con altri farmaci metabolizzati da questo enzima, tuttavia la rilevanza clinica di tale effetto non è ancora chiara.
| Isoforma | Affinità (mM)      |
| -------- | ------------------ |
| PDE2     | 420                |
| PDE4     | S(-) 117 R(+) 1257 |
| PDE10    | 264                |

## Effetti collaterali
Gli effetti collaterali sono in genere lievi e dose-dipendenti, per cui basta generalmente l'aggiustamento della dose per limitarli. Quelli più comuni possono consistere in
- Gastrointestinali (costipazione, vomito, perdita appetito, dolore addominale e flatulenza);
- Insonnia, mal di testa, irritabilità e senso di agitazione;
- Tensione muscolare;
- Bocca secca;
- Eruzioni cutanee;
- Problemi respiratori.

Pur non avendo di per sé affetti sedativi può potenziare gli effetti di farmaci anticonvulsivi e sedativi. Non sembrano esserci indicazioni di malformazioni ed effetti teratogeni sul feto.